# 캐롤라이나 선더버즈
| 캐롤라이나 선더버즈 |                                   |
| 설립연도            | 2016년                            |
| 해체연도            |                                   |
| 역사                | 캐롤라이나 선더버즈 (2016년~현재) |
| 경기장              | LJVM 콜리시엄 안넥스              |
| 연고지              | 노스캐롤라이나주 윈스턴-세일럼    |
| 상징색              |                                   |
| 구단주              | 베리 소스킨                       |
| 단장                |                                   |
| 감독                |                                   |
| 정규시즌 우승       | -                                 |
| 플레이오프 우승     | -                                 |
| 영구 결번           | -                                 |

캐롤라이나 선더버즈(Carolina Thunderbirds)는 미국 노스캐롤라이나주 윈스턴-세일럼을 연고지로 하는 FHL 소속 아이스 하키팀( 2017~2018시즌 참가할 예정이다.)이다.

## 역대 홈경기장
| 경기장               | 사용기간    | 수용인원 | 장소                           | 비고 |
| -------------------- | ----------- | -------- | ------------------------------ | ---- |
| 캐롤라이나 선더버즈  |             |          |                                |      |
| LJVM 콜리시엄 안넥스 | 2017년~미래 | 4,000명  | 노스캐롤라이나주 윈스턴-세일럼 | 빈칸 |